# Fabio Salerno
Fabio Salerno (nascido em 25 de abril de 1979) é um padre católico romano italiano que atua desde 2020 como o segundo secretário particular do Papa Francisco. Antes disso, Salerno havia sido anexado à nunciatura apostólica na Indonésia de 2015 a 2018, enquanto servia em Estrasburgo de 2018 até sua nomeação. 

## Vida
Fabio Salerno nasceu em 25 de abril de 1979 em Catanzaro. Ele completou sua educação em Roma primeiro na Pontifícia Academia Eclesiástica e depois na Pontifícia Universidade Lateranense onde obteve seu doutorado In utroque iure.  O arcebispo Antonio Ciliberti o ordenou ao sacerdócio em 19 de março de 2011.
Salerno atuou como secretário na nunciatura apostólica na Indonésia de 2015 a 2018 até servir na delegação da Santa Sé ao Conselho da Europa de 2018 a 2020. Foi a partir daí que começou a trabalhar na Seção de Relações com os Estados da Secretaria de Estado.   O Papa Francisco o nomeou em 1º de agosto de 2020 para ser seu segundo secretário pessoal para substituir Yoannis Lahzi Gaid. 